# Thanh Hưng
Thanh Hưng là một xã thuộc huyện Điện Biên, tỉnh Điện Biên, Việt Nam.

## Địa lý
Xã Thanh Hưng nằm ở phía bắc huyện Điện Biên, có vị trí địa lý:
- Phía đông giáp thành phố Điện Biên Phủ
- Phía tây giáp Lào
- Phía nam giáp xã Thanh Chăn
- Phía bắc giáp xã Thanh Luông.

Xã Thanh Hưng có diện tích 19,64 km², dân số năm 2022 là 6.706 người,  mật độ dân số đạt 341 người/km².

## Hành chính
Xã Thanh Hưng được chia thành 16 thôn, bản.

## Lịch sử
Ngày 16 tháng 4 năm 1988, Hội đồng Bộ trưởng ban hành Quyết định số 61-HĐBT về việc thành lập xã Thanh Hưng trên cơ sở 6 bản: Bó, Lếch Cuông, Mé, Nong Pết, Na Khếnh, PaPe; 9 đội sản xuất: 1, 2, 3, 4, 5, 6, 11, 12, 13 với 1.932 hécta diện tích tự nhiên; 3.042 nhân khẩu của xã Thanh Chăn và bản Na Khếnh của xã Thanh Luông.
Ngày 10 tháng 7 năm 2019, HĐND tỉnh Điện Biên ban hành Nghị quyết số 116/NQ-HĐND về việc:
- Sáp nhập thôn Thanh Nga vào thôn Thanh Hòa.
- Sáp nhập thôn Đoàn Kết vào thôn Hồng Thái.
- Sáp nhập thôn Thanh Mai vào thôn Việt Thanh.
- Sáp nhập bản Hồng Lếch Nưa vào bản Hồng Lếch Cuông.
- Thành lập thôn Thanh Chung trên cơ sở thôn Thanh Chung A và thôn Thanh Chung B.

Ngày 21 tháng 11 năm 2019, Ủy ban thường vụ Quốc hội ban hành Nghị quyết 815/NQ-UBTVQH14 về việc sắp xếp các đơn vị hành chính cấp huyện, cấp xã thuộc tỉnh Điện Biên (nghị quyết có hiệu lực từ ngày 1 tháng 1 năm 2020). Theo đó, điều chỉnh 0,25 km² diện tích tự nhiên và dân số của xã Thanh Hưng vào phường Thanh Trường, điều chỉnh 0,27 km² diện tích tự nhiên và 540 người của xã Thanh Hưng vào phường Nam Thanh của thành phố Điện Biên Phủ.
Xã Thanh Hưng còn lại 19,47 km² diện tích tự nhiên và 5.555 người.